# Grein (Oostenrijk)
Grein is een gemeente in de Oostenrijkse deelstaat Opper-Oostenrijk, gelegen in het district Perg (PE) en aan de rivier de Donau. De gemeente heeft ongeveer 3100 inwoners.

## Geografie
Grein heeft een oppervlakte van 19 km². De gemeente ligt in het noorden van Oostenrijk, in het oosten van de deelstaat Opper-Oostenrijk. Grein ligt ten oosten van de stad Linz.

## Overleden
- Johan Leopold van Saksen-Coburg en Gotha (1906-1972), lid Duitse adel

## Bezienswaardigheden

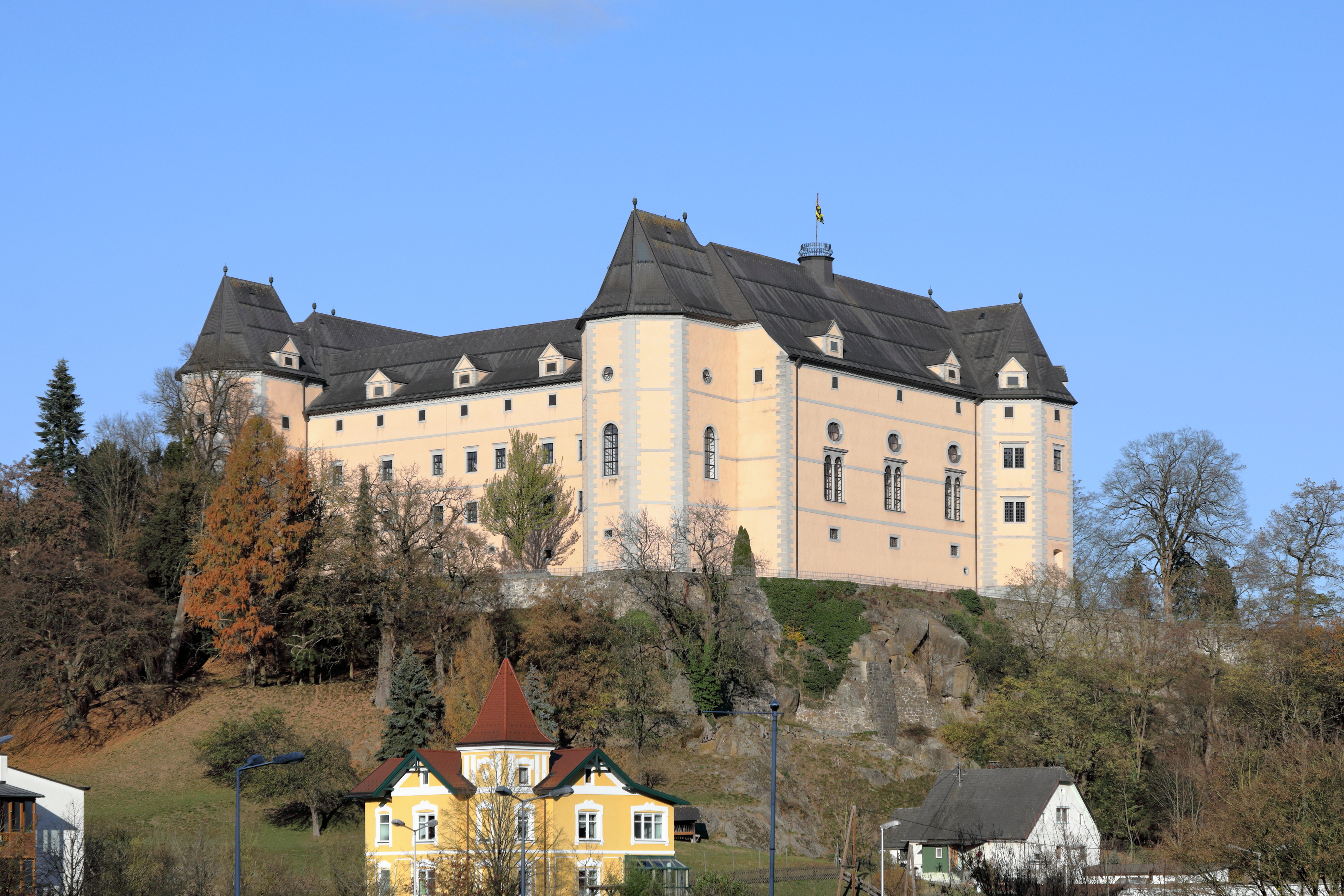
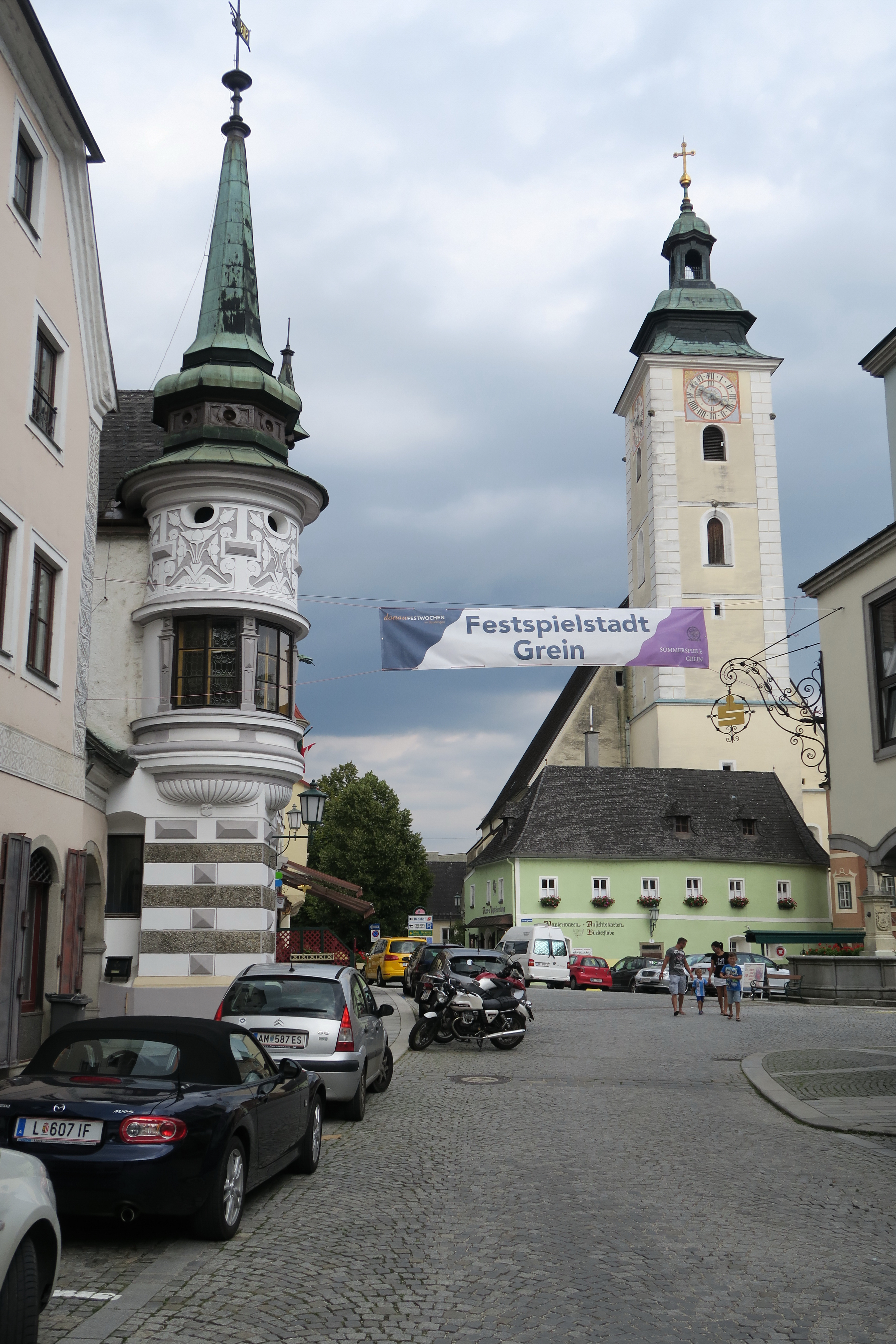
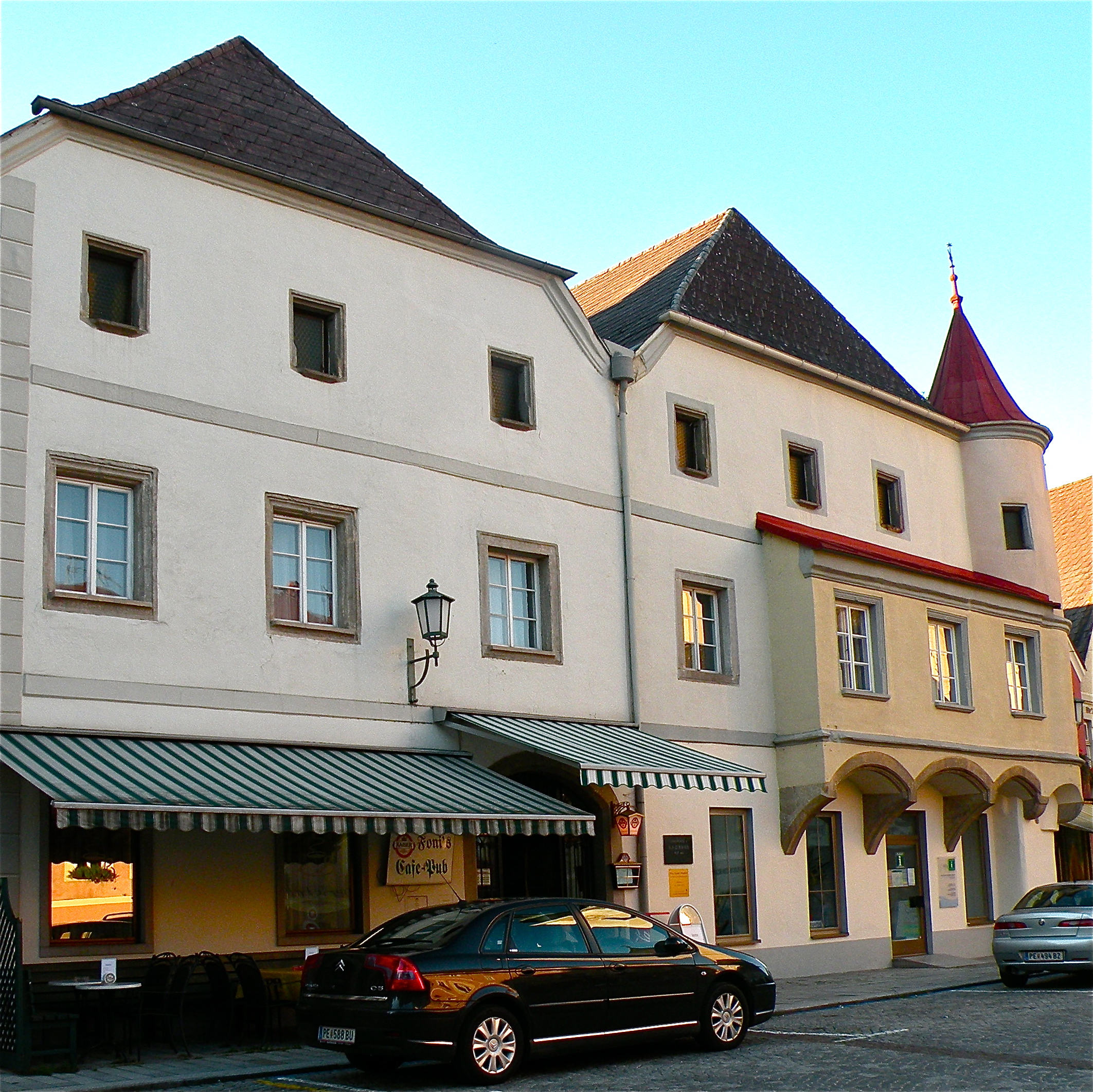
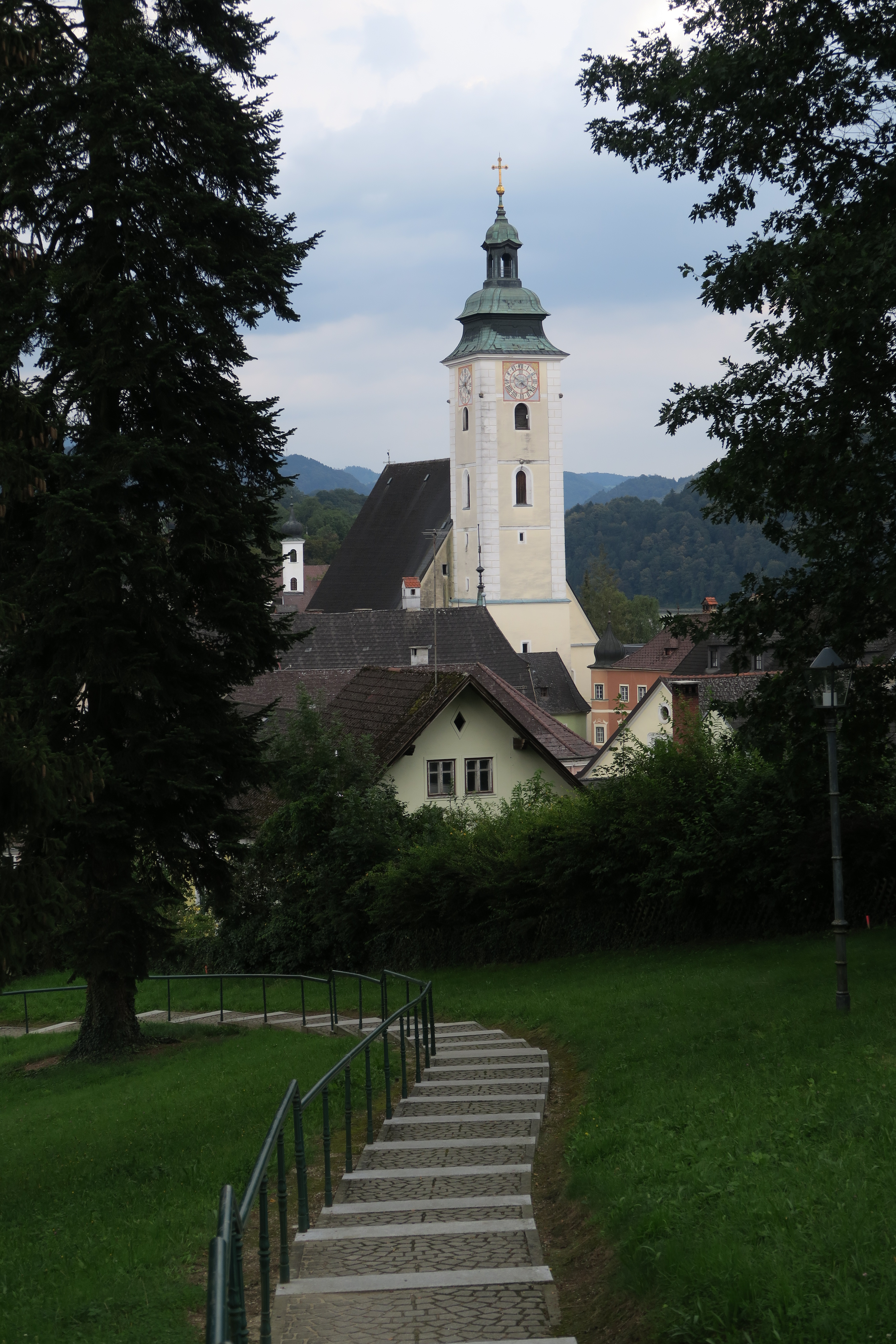
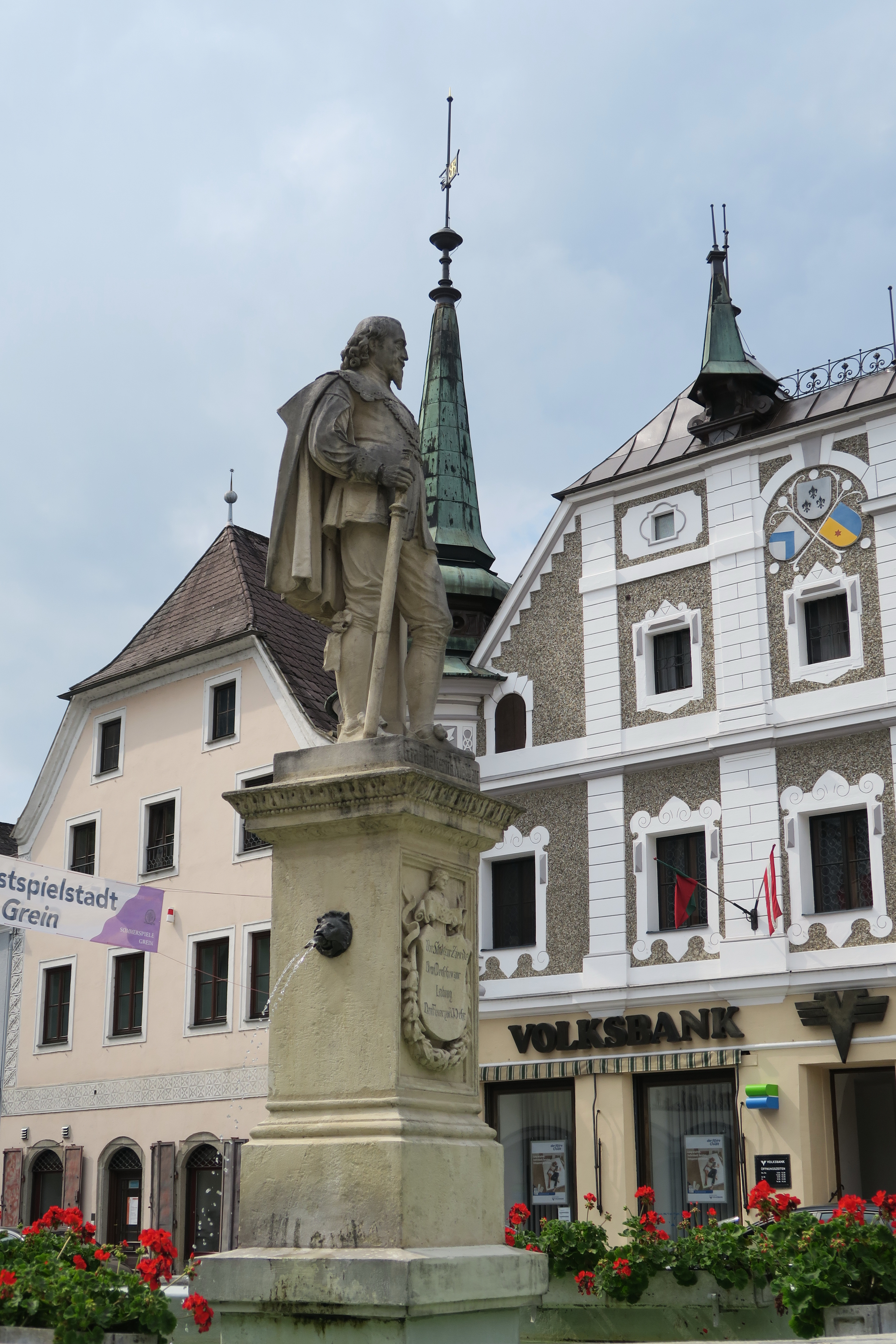
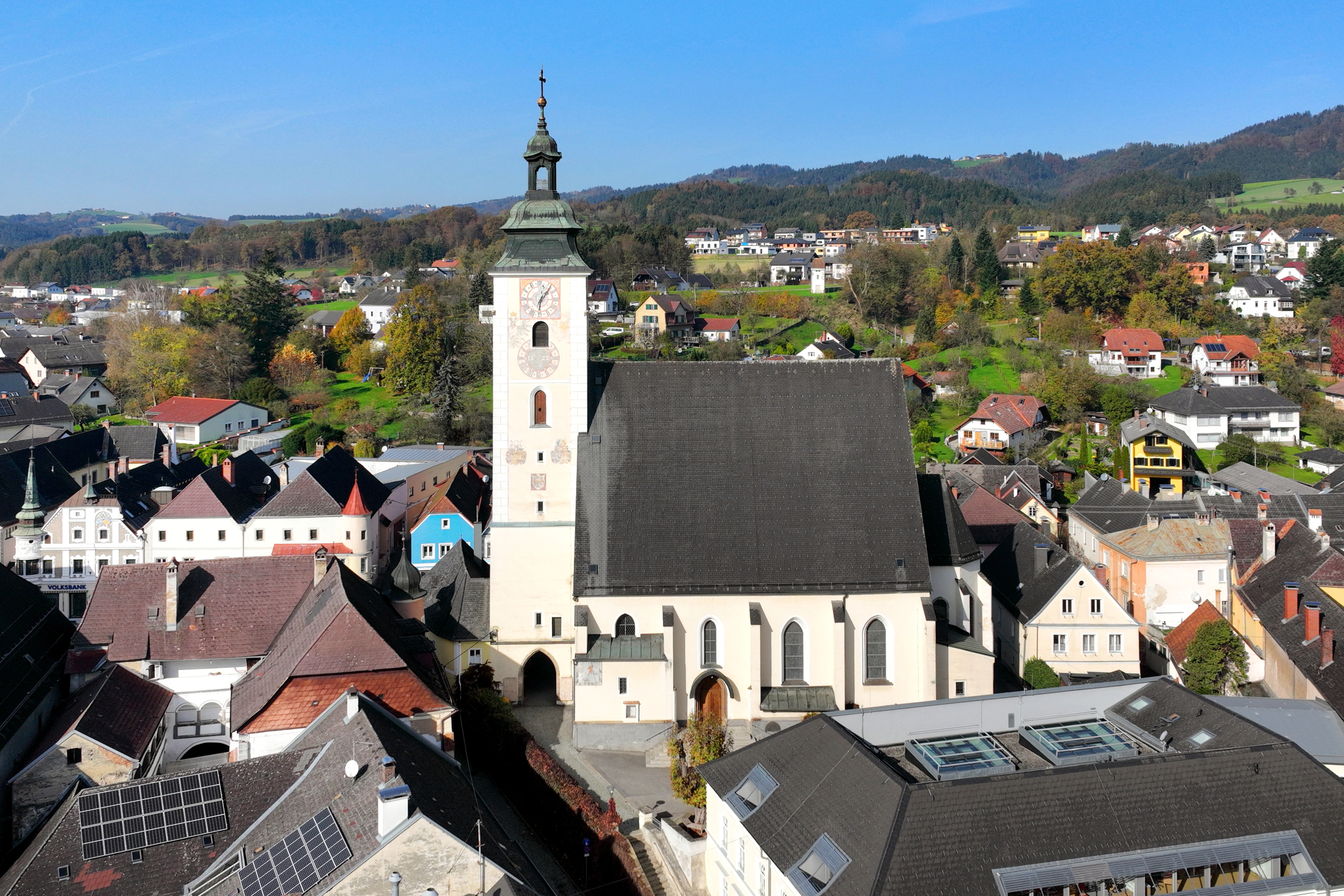
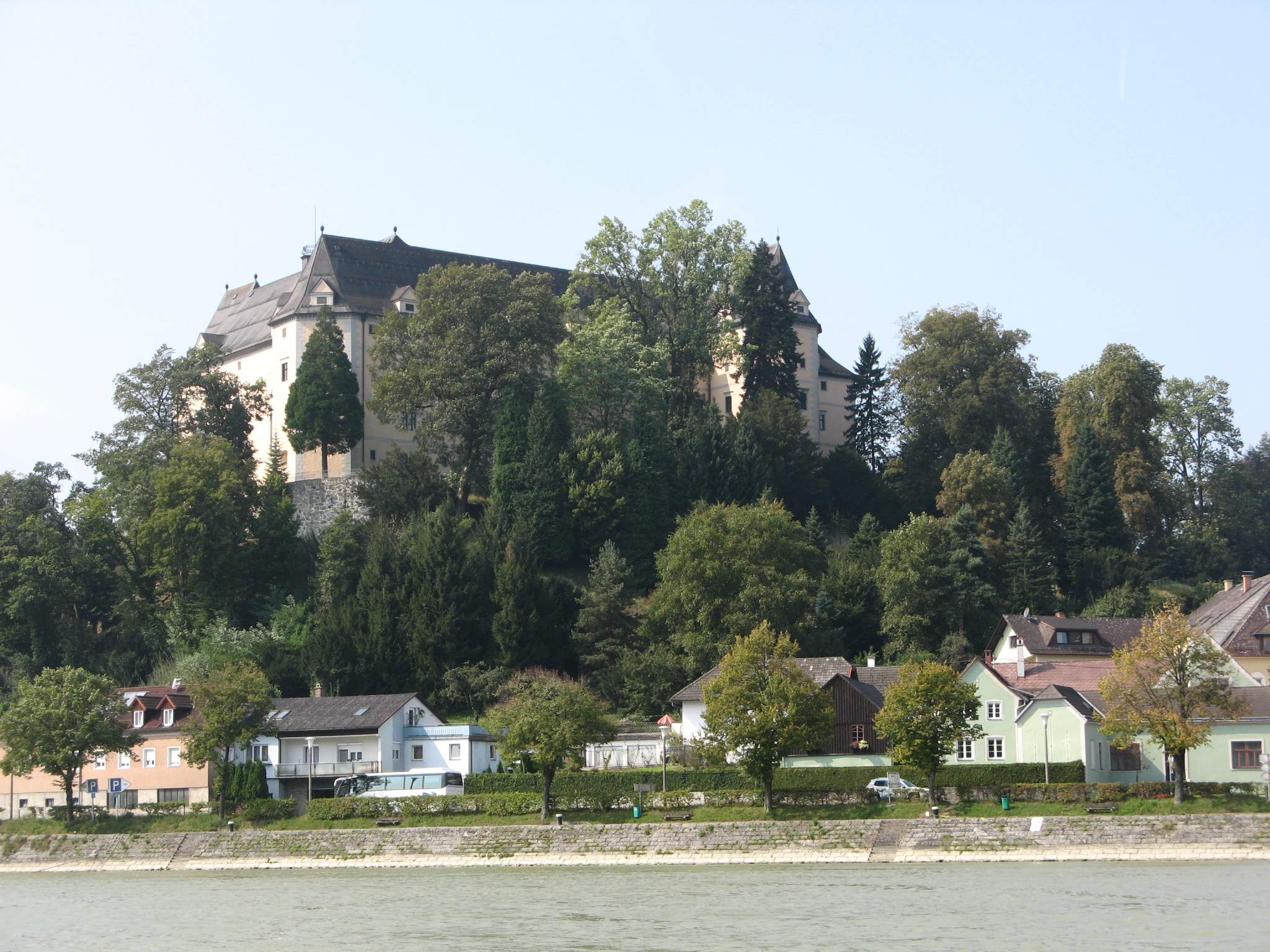
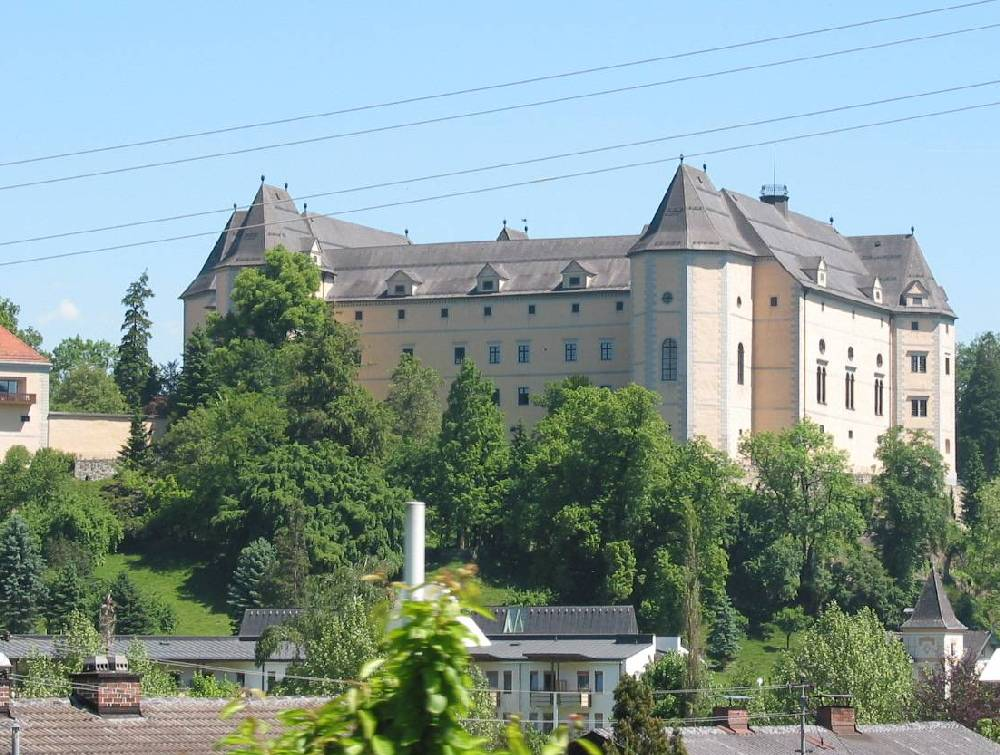
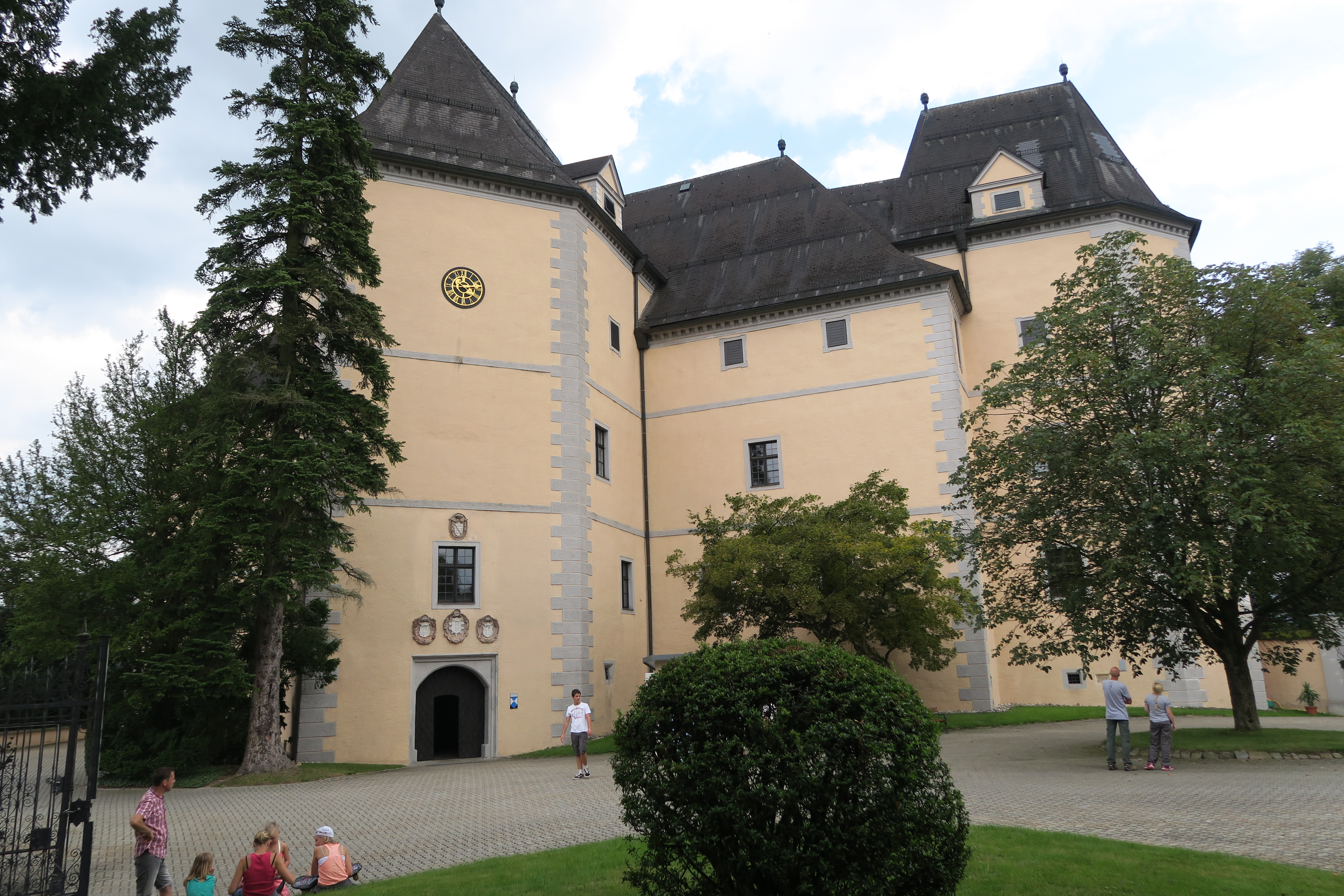
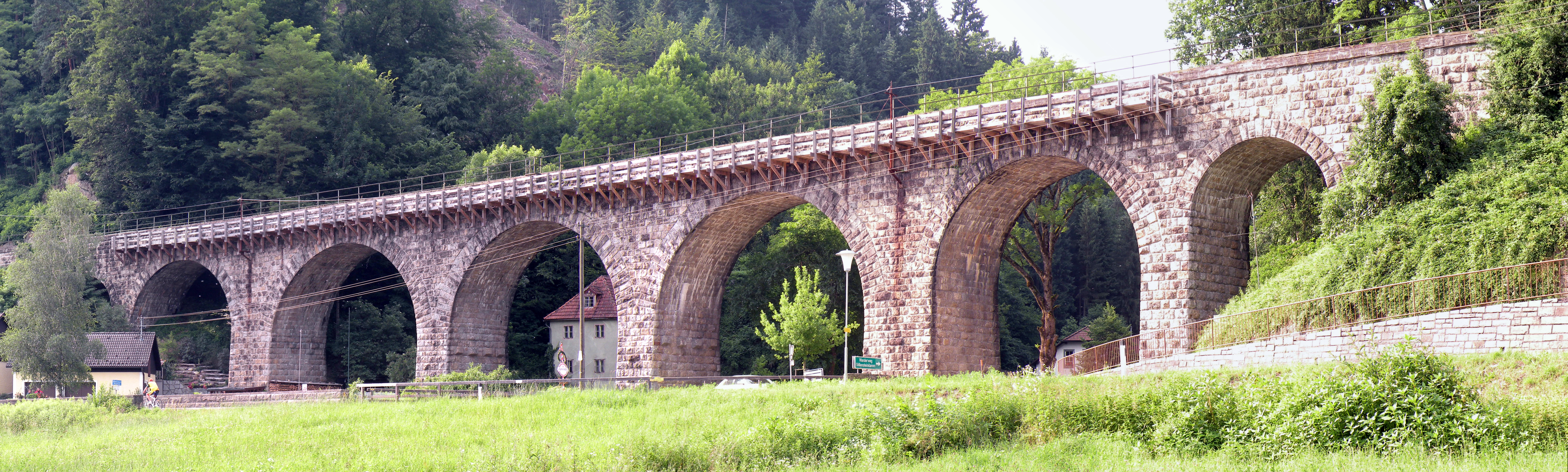

Allerheiligen im Mühlkreis · Arbing · Bad Kreuzen · Baumgartenberg · Dimbach · Grein · Katsdorf · Klam · Langenstein · Luftenberg an der Donau · Mauthausen · Mitterkirchen im Machland · Münzbach · Naarn im Machlande · Pabneukirchen · Perg · Rechberg · Ried in der Riedmark · Saxen · Schwertberg · Sankt Georgen am Walde · Sankt Georgen an der Gusen · Sankt Nikola an der Donau · Sankt Thomas am Blasenstein · Waldhausen im Strudengau · Windhaag bei Perg
- Gemeinsame Normdatei: 4205827-2
- Nationale Bibliotheek van Tsjechië: ge547475
- Virtual International Authority File: 1858145424683686831366